# Heart of China
Heart of china (llamado Shangai Surprise durante su desarrollo) es un videojuego de ordenador del género aventura gráfica en primera persona. Fue lanzado en el año 1991 por la empresa Dynamix y distribuido por Sierra On-Line. El juego trata sobre las aventuras de un ex piloto de aviación de la Primera Guerra Mundial, con la misión de liberar en China a la hija secuestrada de un magnate. El juego está fuertemente inspirado en la saga de Indiana Jones y la película "La gran ruta hacia China".

## Argumento
En Hong Kong, en el año 1930, un excombatiente de la Primera Guerra Mundial llamado "Lucky" Jacke Masters es contratado por E.A. Lomax, un poderoso hombre de negocios que se dedica al transporte naval, para salvar a su hija enfermera, que ha sido secuestrada por un despiadado señor de la guerra llamado Li Deng. Por rescatar a su hija, Lomax ofrece una recompensa inicial de 200.000$ que irá disminuyendo en 20.000$ por cada día que pase. "Lucky" no podrá denegar la misión, ya que en un principio debía dinero al magnate por crear una pequeña empresa de viajes en barco para turistas, y sus barcos fueron quemados por Lomax al no hacer frente a las deudas.
Con la ayuda de Zhao Chi, un misterioso ninja con ansia de venganza, se embarcará en una aventura por Asia, para poder devolver a la hija de Lomax sana y salva.

## Apartado técnico

### Gráficos
La versión para DOS incluye compatibilidad con gráficos VGA (256 colores, resolución 320x200). También existe una versión con gráficos CGA (2 colores) y EGA (16 colores), que fue muy poco extendida.
Los escenarios que aparecen en el juego, se dibujaron a mano a partir de fotografías tomadas en lugares reales, y posteriormente se digitalizaron para ser incluidos en el juego juntamente con las fotos y animaciones de los actores, aplicando retoques. En un principio se quería juntar las fotografías digitalizadas de los paisajes y las de los actores hechas en un estudio, pero el conjunto no daba la calidad esperada a causa de problemas de iluminación y poca calidad en las fotos tomadas en el exterior. Una solución planteada al principio, era llevar a todo el equipo de actores, fotógrafos y maquilladores a las localizaciones del juego, pero no fue viable económicamente.

### Sonido
Para las melodías se usa MIDI, también se incluyen algunos efectos de sonido. La versión para DOS soporta las tarjetas Sound Blaster, AdLib, Roland MT-32/LAPC-I/CM-32L y PS/1.

### Control
Todas las acciones se realizan con el ratón. Cuando se mueve el cursor por la pantalla, éste cambia de imagen según la acción que podamos realizar. Mediante el sistema señalar y hacer click, se puede desplazar al personaje por los diferentes escenarios, hablar con otros personajes y manipular cosas. Pulsando sobre un icono en la parte inferior izquierda de la pantalla, podremos cambiar de personaje, lo cual será útil para superar según que pruebas.

## Jugabilidad
El juego incorpora el DGDS (Dynamix Game Development System), un revolucionario motor para diseñar aventuras gráficas creado por Dynamix, introducido por primera vez en la aventura gráfica Rise of the Dragon. Con él se consiguió dar más realismo a la historia. Las características principales son:
- Cambio de personaje para explotar sus diferentes habilidades. Podrán intercambiar objetos.
- Cambios producidos en el futuro debido a la conducta que tomemos en el presente.
- Sucesos en tiempo real, estemos presentes o no en el lugar donde sucede la acción, dándose algunos casos en los que debamos finalizar una tarea antes de que termine el tiempo.
- Control más sencillo e intuitivo.

El juego podrá acabar repentinamente, debido a acciones fatales que pueden acabar en la muerte de cualquier personaje principal u otro tipo de sucesos, que hagan imposible acabar la historia y no poder asistir a uno de sus tres diferentes finales.
El juego contiene dos momentos en los cuales, la acción pasa a convertirse a arcade. Estos extras pueden ser saltados si el jugador lo desea.